# Glossina palpalis

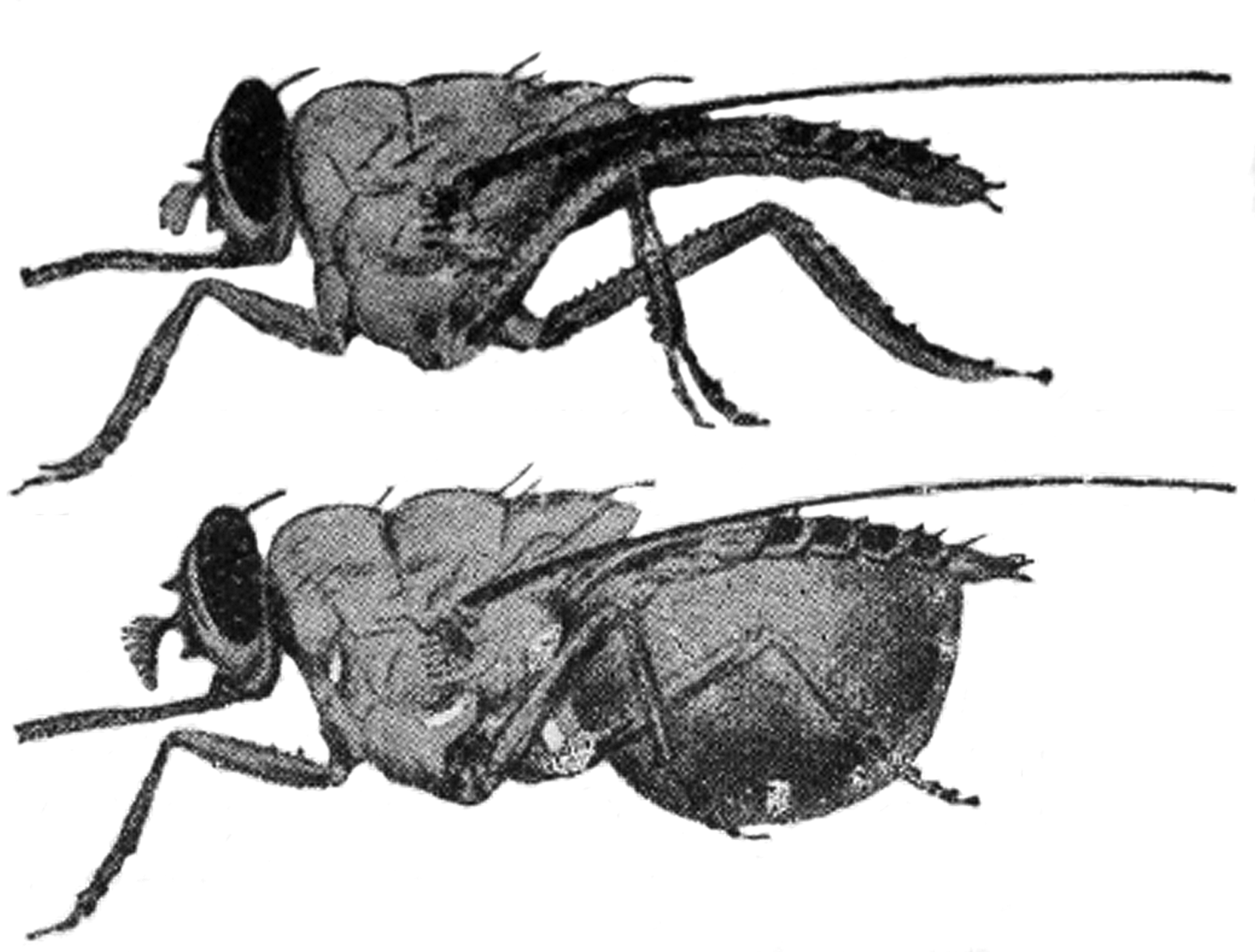
Glossina palpalis przed i po posiłku

Glossina palpalis – gatunek owada z rodzaju Glossina (pot. muchy tse-tse) z rzędu muchówek, główny wektor śpiączki afrykańskiej w tropikalnej Afryce.

## Charakterystyka
Klasyfikacja gatunków much tse-tse opiera się głównie na morfologii genitaliów, choć grupy rozróżnia się też dzięki różnicom w ekologii, składzie chemicznym kutikuli oraz feromonów poszczególnych gatunków. U G. palpalis walwy górnej pary samców są połączone cienką błoną, szeroko oddzielone od siebie. U samic występuje sześć płytek genitalnych. Biorąc pod uwagę wyłącznie ułożenie i kompletność zestawu płytek genitalnych, można wywnioskować, że to najbardziej pierwotna grupa tse-tse. 
Samce rozpoznają samice głównie dzięki feromonom obecnym w kutikuli. Są nimi rozgałęzione długołańcuchowe alkany o budowie charakterystycznej dla płci i gatunku. U samic G. palpalis są to łańcuchy o długości 35 atomów węgla, z trzema bocznymi grupami metylowymi rozdzielonymi odcinkami trójmetylenowymi CH
2CH
2CH
2. W grupie gatunkowej palpalis (G. fuscipes fuscipes, G. palpalis palpalis, G. tachinoides) występuje 6 chromosomów: 2n = 6.

## Występowanie
G. palpalis występuje w dorzeczach prowadzących do Oceanu Atlantyckiego i do Morza Śródziemnego (nie spotyka się jej w ciekach prowadzących do Oceanu Indyjskiego). Jej środowiskiem są tereny położone blisko wodnych cieków, wzdłuż których migruje w lasach galeriowych, nie występuje w pasie sawann, gdzie jest ograniczony dostęp do wody lub „wysp leśnych”.
Wyróżnia się dwa podgatunki:
- Glossina palpalis gambiensis – występuje na zachód od sawanny obejmującej Togo i Benin;
- Glossina palpalis palpalis – głównie na wschód od sawanny obejmującej Togo i Benin aż do zachodniego Kamerunu[2].

## Ekologia
W dzień wypoczywa na zdrewniałych częściach roślin, w nocy natomiast na liściach, często w koronach drzew. Wraz ze wzrostem temperatury za dnia muchy wypoczywają bliżej gruntu. Tam, gdzie występują zarówno G. palpalis i G. morsitans, G. palpalis wypoczywają w niższych, a G. morsitans w wyższych strefach roślinności.
Wszystkie tse-tse znoszą dużą wilgotność, ale tolerancja na ten czynnik nieco różni się u różnych grup. U G. palpalis wynosi 75–80%, a G. morsitans 60–75%. Zmiany wilgotności nie wpływają na płodność. G. palpalis w Nigerii wytrzymywały ogromne zmiany w klimacie, wahające się od lat bez miesięcy suszy do takich z 5 miesiącami suszy.
Nawyki żywieniowe Glossina zależą od dostępności pokarmu, ale niektóre gatunki mają tendencję do wybierania konkretnych żywicieli a niektóre nawet miejsca ugryzienia. G. palpalis jest oportunistą i nie jest całkowicie zależna od dzikiego środowiska – odżywia się głównie krwią gadów i ludzi, gdy nie są dostępni, żywicielem stają się duże ssaki leśne. W zachodniej Afryce ważnym źródłem krwi dla G. palpalis jest świnia domowa. Mucha jest wektorem świdrowców – wywołuje trypanosomozę w populacjach ssaków, u człowieka śpiączkę afrykańską, u zwierząt domowych naganę (choć w mniejszym stopniu, jest słabym wektorem Trypanosoma congolense). Miejsce ugryzienia muchy na ciele człowieka zależy od gatunku. G. palpalis robi to zazwyczaj powyżej pasa, a G. tachinoides pod kolanem.